# One Piece Film Gold
One Piece Film Gold (ワンピースフィルムゴールド, Wan Pīsu Firumu Gōrudo) é um filme de animé japonês, realizado por Hiroaki Miyamoto e escrito por Tsutomu Kuroiwa, com base no manga homónimo do autor Eiichiro Oda. Fez sua estreia mundial em Abu Dabi, nos Emirados Árabes Unidos a 15 de julho de 2016. Estreou-se no Japão a 23 de julho de 2016 e em Macau a 28 de julho do mesmo ano. O filme foi anunciado após a transmissão do especial Episode of Sabo no dia 22 de agosto de 2015.
One Piece Filme Gold | Sinopse:
One Piece Gold é o filme 13 do anime One Piece. O bando de Monkey D. Luffy, enfrentam um poderoso vilão chamado Gild Tesoro. Ele é um dos personagens mais ricos, e possui muitos ouros, podemos dizer que ele tem ouros até no seu corpo, pois sua habilidade é bem poderosa

## Elenco
| Personagem        | Japão             |
| ----------------- | ----------------- |
| Monkey D. Luffy   | Mayumi Tanaka     |
| Roronoa Zoro      | Kazuya Nakai      |
| Nami              | Akemi Okamura     |
| Usopp             | Mitsuo Yamaguchi  |
| Sanji             | Hiroaki Hirata    |
| Tony Tony Chopper | Ikue Ōtani        |
| Nico Robin        | Yuriko Yamaguchi  |
| Franky            | Kazuki Yao        |
| Brook             | Yūichi Nagashima  |
| Gildo Tesoro      | Kazuhiro Yamaji   |
| Young Gildo       | Takahiro Sakurai  |
| Baccarat          | Nanao             |
| Dice              | Kendo Kobayashi   |
| Senhor Tanaka     | Gaku Hamada       |
| Carina            | Hikari Mitsushima |
| Raise Max         | Kin'ya Kitaōji    |
| Sakazuki          | Fumihiko Tachiki  |
| Rob Lucci         | Tomokazu Seki     |
| Spandam           | Masaya Onosaka    |
| Sabo              | Tōru Furuya       |
| Koala             | Satsuki Yukino    |
| Kent Beef Jr.     | Arata Furuta      |
| Pork              | Arata Furuta      |
| Jimmy Myers       | Korokke           |
| Long Long         | Wataru Takagi     |
| Morkin            | Nadal             |
| Repre             | Rena Takeda       |
| Bit               | Ayaka Miyoshi     |
| Kiruko            | Arisa Sato        |
| Alba              | Nanase Nishino    |
| Curve             | Ryō Narita        |
| Double Down       | Naoto Takenaka    |
| White Jack        | Naoto Takenaka    |
| Camael            | Masakazu Mimura   |
| Stella            | Ryoko Gi          |

## Receção
One Piece Film Gold arrecadou 1 155 770 965 ienes na sua semana de estreia no Japão e até 31 de julho de 2016 foram arrecadados 2 364 107 000 ienes na bilheteira japonesa.